# Hasenboseroth
Hasenboseroth ist ein Ortsteil der Stadt Königswinter im nordrhein-westfälischen Rhein-Sieg-Kreis. Er gehört zum Stadtteil Oberpleis und überwiegend zur Gemarkung Hasenpohl, am 30. September 2022 zählte er 87 Einwohner.

## Geographie
Der Weiler Hasenboseroth liegt unmittelbar südwestlich des Ortszentrums von Oberpleis östlich der Bundesautobahn 3. Die Ortschaft erstreckt sich auf etwa 155 m ü. NHN auf einem nach Norden gemeinsam mit dem am Ortsrand verlaufenden Lützbach abfallenden Gelände. Nördlich verläuft die Landesstraße 268 (Oberdollendorf–Thomasberg–Uckerath). Zu den nächstgelegenen Ortschaften gehören neben Oberpleis im Norden Kellersboseroth im Südosten, (auf der gegenüberliegenden Autobahnseite) Kippenhohn im Südwesten, Thomasberg im Westen und Bellinghausen im Nordwesten.

## Geschichte
Hasenboseroth gehörte zum Kirchspiel Oberpleis im bergischen Amt Blankenberg. Nach Auflösung des Herzogtums Berg im Jahre 1806 wurde Hasenboseroth der Bürgermeisterei Oberpleis (bis 1813 Mairie Oberpleis) zugeordnet, die ab 1816 zum Kreis Siegburg gehörte. Im Rahmen von Volkszählungen war Hasenboseroth mindestens bis 1843, als es zehn Wohngebäude umfasste, als Hof verzeichnet. Ab 1846 gehörte die Ortschaft zur politisch eigenständigen Gemeinde Oberpleis. 
Von wirtschaftlicher Bedeutung für den Ort war eine Tongrube, die bis nach dem Zweiten Weltkrieg in Betrieb war. Ende der 1970er-Jahre kam es im Zuge des Baus der Oberpleiser Ortsumgehung zu einer Verlegung der Hasenboserother Straße, um die Einmündung auf die L 268 neuzugestalten.
Einwohnerentwicklung
| Jahr | Einwohner |
| ---- | --------- |
| 1816 | 33        |
| 1828 | 36        |
| 1843 | 63        |
| 1885 | 64        |
| 1905 | 54        |

## Sehenswürdigkeiten

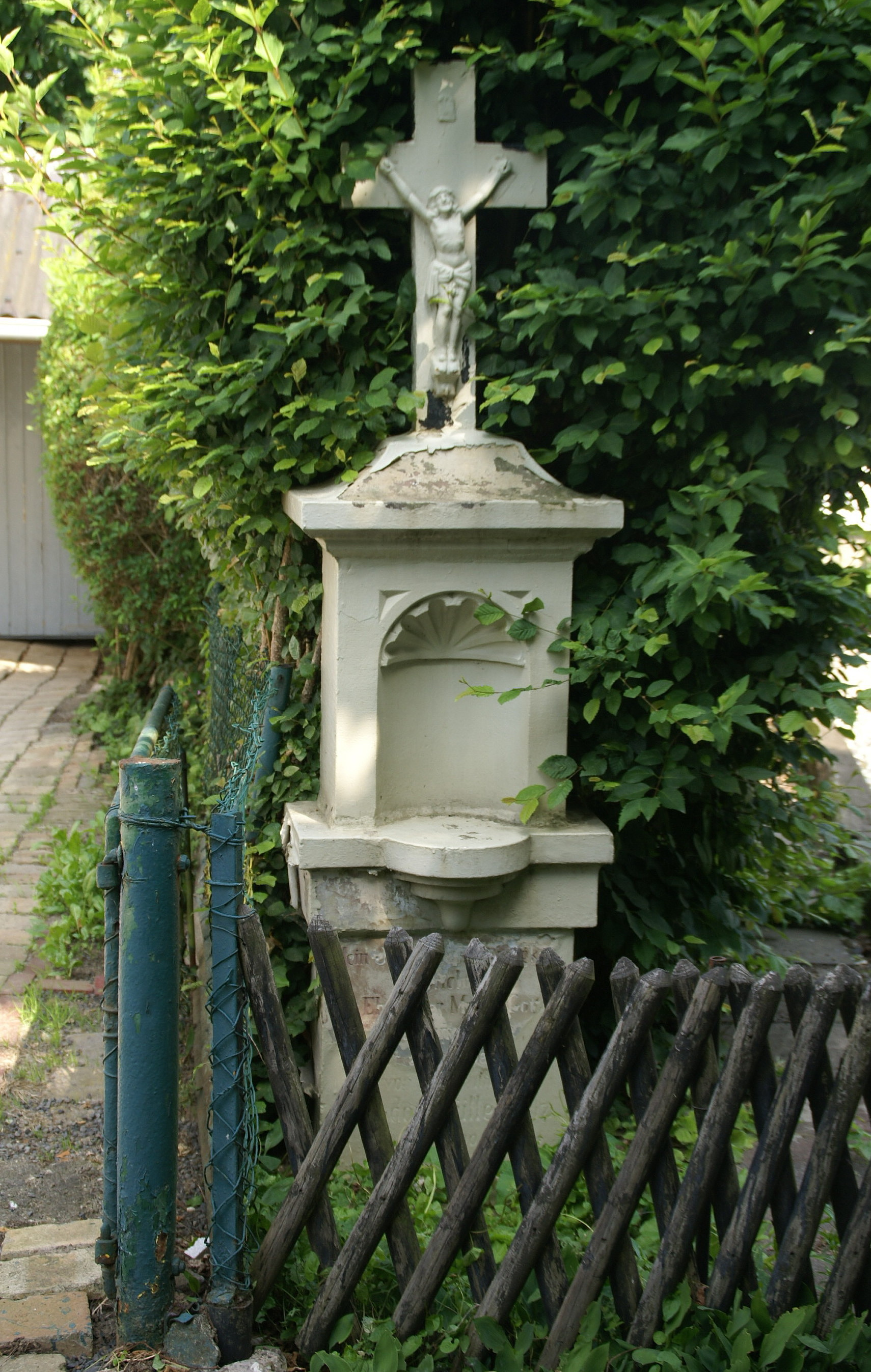
Denkmalgeschütztes Wegekreuz, Pelzerweg 3 (2014)

Als Baudenkmal unter Denkmalschutz steht ein Wegekreuz (Votivkreuz) am Pelzerweg aus dem Jahre 1919. Es besteht aus Sandstein, ist in Ölfarbe gefasst und hat die Bauform eines Gliederkreuzes mit gusseisernem Korpus.